# Mount Pálsson
Pálsson är ett berg i Antarktis. Det ligger i Västantarktis. Argentina, Chile och Storbritannien gör anspråk på området. Toppen på Pálsson är 1 190 meter över havet, eller 486 meter över den omgivande terrängen. Bredden vid basen är 4,6 km.
Terrängen runt Pálsson är varierad. Trakten är obefolkad. Det finns inga samhällen i närheten.